# Première Nation Ehattesaht

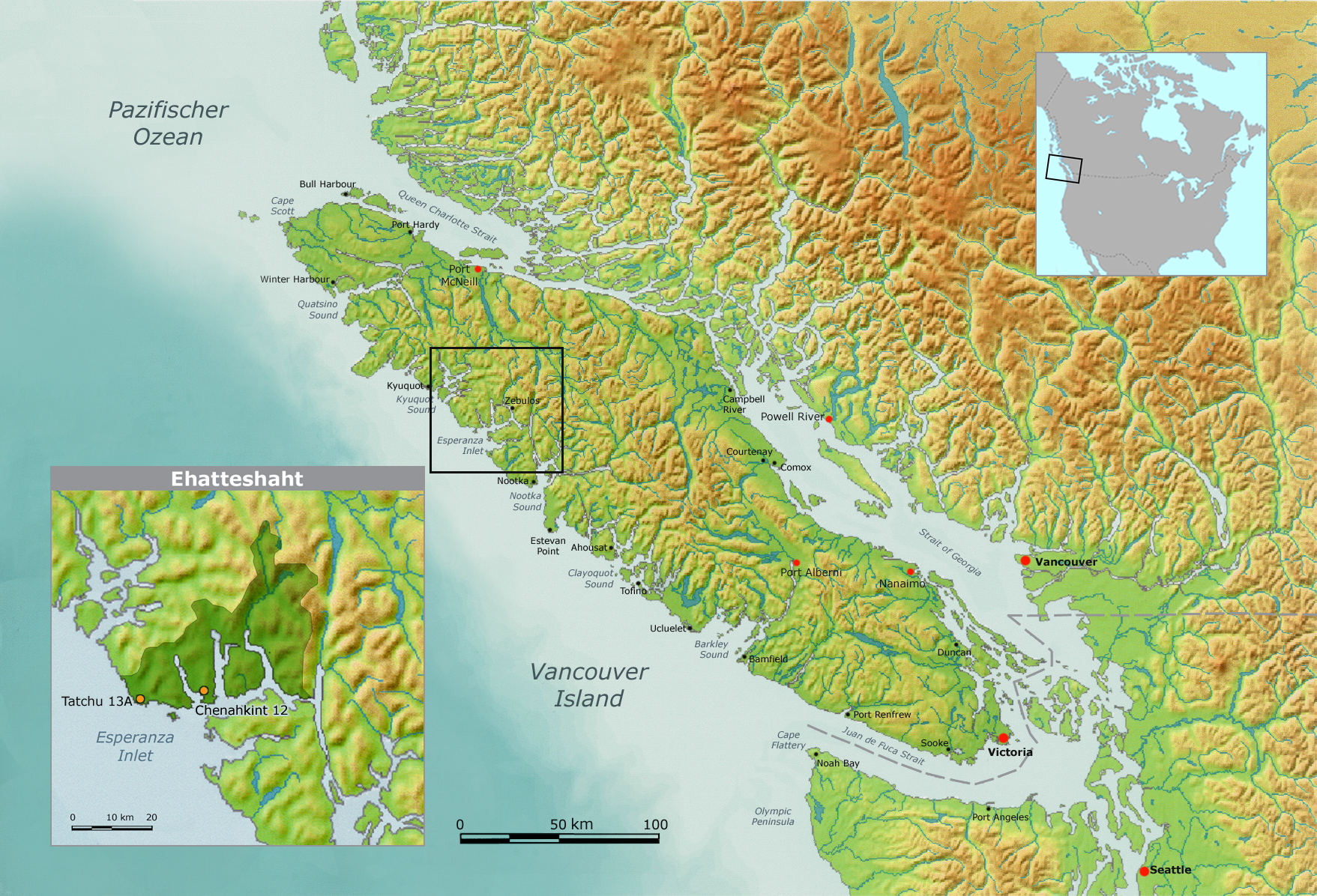
Territoire de la première nation Ehattesaht

La Première Nation Ehattesaht (ʔiiḥatisatḥ činax̣int en nuuchahnulth) est un gouvernement de Première Nation basée sur la côte ouest de l’Île de  Vancouver en Colombie-Britannique au Canada. Il administre un territoire étendu sur 660 km2 autour du village autochtone nootka de Zeballos. Elle fait partie du Conseil tribal nuu-chah-nulth.